# Гільєрме Жіменес де Соуза
Гільєрме Жіменес де Соуза (порт. Guilherme Gimenez de Souza; 18 червня 1995, Рібейран-Прету, Бразилія — 28 листопада 2016, Ла-Уніон, Колумбія) — бразильський футболіст, що грав на позиції захисника.

## Ігрова кар'єра
У дорослому футболі дебютував 2014 року виступами за команду клубу «Комерсіаль». 2015 року приєднався до складу клубу «Ботафогу».
2015 року уклав контракт з клубом «Гояс», у складі якого провів наступний рік своєї кар'єри гравця.
З 2016 року виступав за клуб «Шапекоенсе».
Загинув 28 листопада 2016 року в авіакатастрофі в Колумбії, яка забрала життя майже всього складу клубу і тренерського штабу клубу в повному складі. Команда летіла на перший фінальний матч ПАК 2016 з «Атлетіко Насьоналем».